# La Castañal
La Castañal es un lugar español de la parroquia de Cordovero, perteneciente al municipio de Pravia, en la comunidad autónoma de Asturias. En 2023, la entidad singular de población de La Castañal tenía empadronados 20 habitantes, todos ellos diseminados.